# State of Mind (Front Line Assembly)
State of Mind è il secondo album in studio del gruppo musicale canadese Front Line Assembly, pubblicato nel 1988.

## Tracce
Testi e musiche di Bill Leeb.
1. First Reprisal – 5:21
2. Consequence – 5:36
3. Burnt Soul – 2:42
4. Testimony – 5:26
5. Landslide – 4:45
6. Terminal Power – 5:49
7. Malignant Fracture – 4:16
8. Eastern Voices – 5:27
9. Resistance – 4:31
10. Sustain Upright – 4:07
11. No Tomorrow – 5:06
12. And They Shall Bow – 4:45